# Abeceda (pořad)
Abeceda byl hudebně-zábavní pořad Československé televize, který byl vysílán v letech 1985–1991. Původní ideou bylo přivést na jedno jeviště umělce (zpěváky, herce apod.) spojené s některým ze dvou určených písmen tradiční 26znakové abecedy – vynechána byla diakritika a písmeno Q, naopak doplněno písmeno CH. V prvním díle byla písmena předurčena, do ostatních dílů se vždy vybírala z průhledných losovacích uren.
Pro natáčení pořadu bylo zvoleno symbolické umístění – Divadlo ABC.
Pro závěrečnou píseň pořadu byla zvolena izraelská píseň Haleluja, která v roce 1979 zvítězila ve Velké ceně Eurovize, autoři hudby Shimrit Orr a Kobi Oshrat, českým textem ji opatřil Zdeněk Borovec. V normalizačním Československu však byl Izrael v klatbě a o skutečném původu písně se nikdo oficiálně nedozvěděl, internetový publicista Lubomír Stejskal se tak mohl oprávněně podivovat nad tím, „proč si tvůrci Abecedy v době, kdy byla pop music židovského státu v Československu na indexu, vybrali do svého pořadu jeden z nejpopulárnějších izraelských hitů.“

## Díly
1. A plus Z (1985, stopáž 58 minut, premiéra 23. března 1985) – režie Jitka Němcová, kamera Jiří Lebeda, scénář František Polák & Milan Lasica. Pořad uváděli Zlata Adamovská, Josef Abrhám a Pavel Zedníček. Účinkují: Hana Zagorová, Jitka Zelenková, Miroslav Žbirka, skupina Žáci a další.
2. H plus W (1985, stopáž 76 minut, premiéra 10. srpna 1985) – režie Jitka Němcová, kamera Jiří Lebeda, scénář František Polák & Miroslav Horníček. Pořad uváděl Miroslav Horníček. Účinkují Waldemar Matuška, Jiří Helekal, Jana Hlaváčová, Vlastimil Harapes, Hana Hegerová, Petr Hapka, Jiří Wimmer, Vladimír Wimmer, Jaromír Hanzlík, Stanislav Hložek, Pavel Horňák a další. V tomto díle se písmena H+W stala symbolem pro legendární dvojici, spjatou s Divadlem ABC: Horníček & Werich.
3. D plus R (1985, stopáž 71 minut, premiéra 22. března 1986) – režie Jitka Němcová, kamera Jiří Lebeda, scénář František Polák. Pořad uváděli Josef Dvořák a Anna Rusticano. Účinkují: Rudolf Rokl, Milan Drobný, Petr Rezek, Marie Rottrová, Darinka Rolincová, Michal David a další.
4. K plus X (1986, stopáž 59 minut, premiéra 4. října 1986) – režie Jitka Němcová, kamera Jiří Lebeda, scénář František Polák. Pořad uváděl Jiří Krampol. Účinkují: Laďka Kozderková, Jiří Korn, Oldřich Kaiser, Naďa Konvalinková, Petr Kotvald, Jaroslava Kretschmerová, Dagmar Patrasová (díky roli princezny Xénie) a další.
5. N plus Y (1986, stopáž 55 minut, premiéra 23. května 1987) – režie Jitka Němcová, kamera Jiří Lebeda, scénář František Polák. Pořadem provázel František Němec (nebyl na jevišti, pouze komentoval ve stylu pořadu Ein Kessel Buntes). Účinkují: Václav Neckář, Peter Nagy, Světlana Nálepková, Pavel Novák, Petr Novák, Miloš Nesvadba, Michal Nesvadba, Lída Nopová, Ypsilonka a další.
6. G plus L (1987, stopáž 75 minut, premiéra 17. října 1987) – režie Jitka Němcová, kamera Jan Lebeda, scénář František Polák. Pořadem provázeli Karel Gott a Josef Laufer. Účinkují: Věra Galatíková, Marika Gombitová, Marián Labuda, Ladislav Gerendáš, skupina Golem a další.
7. C plus J (1988, stopáž 72 minut, premiéra 6. února 1988) – režie Jitka Němcová, kamera Jiří Lebeda, scénář František Polák. Pořadem provázely Jiřina Jirásková a Iva Janžurová (zopakovaly si styl potřeštěných děvčat z filmu Světáci). Účinkují: Heidi Janků, Petr Janda, Dalibor Janda, Petra Janů, Jiří Císler a další.
8. I plus M (1988, stopáž 53 minut po vystřižení cca 9 minut původního záznamu, premiéra 19. listopadu 1988) – režie Jitka Němcová, kamera Jiří Lebeda, scénář František Polák. Pořadem provázely Hana Maciuchová, Kateřina Macháčková a Jitka Molavcová. Účinkují: Kamila Magálová, Ivan Mládek, Mimtrio, Miroslav Moravec, Luděk Munzar, Vladimír Menšík a další. Toto bylo poslední veřejné vystoupení již velmi těžce nemocného V. Menšíka – při svém monologu pouze seděl na židli, ale jeho čtvrthodinové vystoupení mělo přesto úspěch. Česká televize ho pro reprízy sestříhala na pouhé dvě minuty. Na konci pořadu již vyčerpaného Menšíka musela podpírat J. Molavcová, při cestě domů v autě zkolaboval a zemřel dva dny po natočení tohoto dílu.
9. CH plus V (1989, stopáž 62 minut, premiéra 25. března 1989) – režie Jitka Němcová, kamera Jiří Lebeda, scénář František Polák. Pořadem provázela Helena Vondráčková. Účinkují: Ivana Chýlková, Magda Vášáryová, Lukáš Vaculík, Dagmar Veškrnová, Pavel Vítek, Josef Vinklář, skupina Vox a další.
10. B plus O (1989, stopáž 62 minut, premiéra 27. října 1989) – režie Petr Soukup, kamera Jiří Lebeda, scénář František Polák. Pořadem provázel Gustav Brom. Účinkují: Eva Olmerová, Helena Blehárová, Iveta Bartošová, Jiřina Bohdalová, Bára Basiková, Olympic, Orchestr Gustava Broma, Bambini di Praga, Radoslav Brzobohatý a další.
11. P plus U (1990, stopáž 88 minut, premiéra 25. srpna 1990) – režie Petr Soukup, kamera Jiří Lebeda, scénář František Polák. Pořadem provázel Viktor Preiss. Účinkují: Václav Postránecký, Eva Pilarová, Yvonne Přenosilová, Hana Ulrychová, Petr Ulrych, Jaroslav Uhlíř, taneční skupina UNO, Rudolf Papežík, Plavci, Černé divadlo ULTRA-Image a další.
12. F plus S (1991, stopáž 55 minut, premiéra 13. dubna 1991) – režie Petr Soukup, kamera Jiří Lebeda, scénář František Polák. Pořadem provázela Lenka Filipová. Účinkují: František Filipovský, Jiří Suchý, Květa Fialová, Karel Fiala, Karel Svoboda, Věra Špinarová, Luděk Sobota a další.

13. díl E plus T již nebyl natočen, pravděpodobně v souvislosti s transformací Československé televize i Divadla ABC, do jehož nového pojetí s klasickou komedií se již televizní estrády nehodily.
Celý cyklus byl reprízován na podzim 1996, o letních prázdninách 2003 byl reprízován znovu, ale jen některé díly a na ty, natočené po roce 1989, již řada nepřišla. Kompletní dvanáctidílná série byla odvysílána až v lednu 2013 a znovu v prvním čtvrtletí 2014, opakovaných repríz se pak dočkal na televizní stanici ČT3.
Na pořad po letech volně navázala Česká televize s pořadem Abeceda hvězd, jejímž hlavním protagonistou a průvodcem byl imitátor Vladimír Hron.